# Babiana tubiflora
Babiana tubiflora là một loài thực vật có hoa trong họ Diên vĩ. Loài này được (L.f.) Ker Gawl. miêu tả khoa học đầu tiên năm 1803.